# Freigerichtstraße (Hanau)

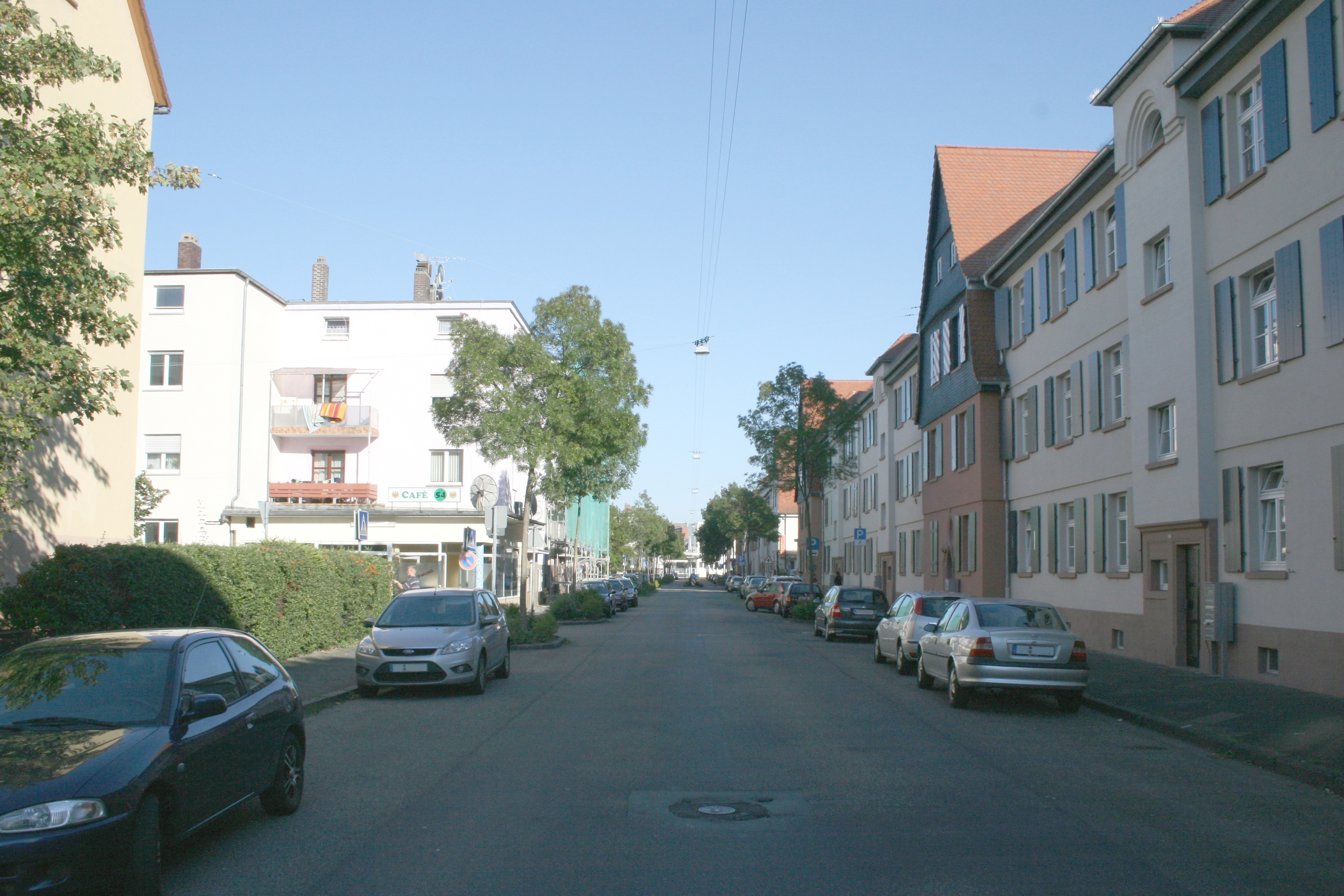
Freigerichtstraße 2011, Blick nach Osten: links die neuere Bebauung ab 1928, rechts die Bauten im Heimatstil 1921–1923.

Die Freigerichtstraße in Hanau ist eine der beiden Hauptverbindungsstraßen von der Hanauer Innenstadt zum Dunlop-Reifenwerk im Osten der Stadt.

## Name
Der Name der Straße bezieht sich auf das Freigericht Alzenau, das im alten Deutschen Reich ein Kondominium zwischen den Erzbischöfen von Mainz und den Grafen von Hanau-Münzenberg war.

## Geografische Lage
Die Straße verläuft in nordwestlicher beziehungsweise südöstlicher Richtung parallel zur Birkenhainer Straße, mit der sie durch eine Reihe von quer verlaufenden Straßen verbunden ist. Dazu – in der Regel versetzt – verlaufen auch eine Reihe von Querstraßen von der Freigerichtstraße aus nach Norden. Zusammen bilden sie das Quartier des „Freigerichtviertels“.

## Geschichte
Die Straße entstand mit den Dunlop-Reifenwerken, die ihren heutigen Standort ab 1893 errichteten. Um 1920 wurde die Trasse der Hanauer Industriebahn auch in der Freigerichtstraße verlegt.
Die Bebauung der Freigerichtstraße und der von ihr abzweigenden Straßen erfolgte ab etwa 1900. Es entstanden in zwei Phasen Wohnblocks für Fabrikarbeiter. 1921–1923 wurden zunächst nach Plänen des Stadtbaumeisters Wilhelm Kroegel südlich der Freigerichtstraße Wohnblöcke errichtet. Diese Gebäude sind noch durch historisierende Elemente, teils neobarock, teils durch Heimatstil geprägt und als Gartenstadt konzipiert. Die zugehörigen Gärten hatten zum Teil Stallungen für Kleintierhaltung. 1928–1938 entstanden in einer zweiten Phase die Wohnblöcke nördlich der Freigerichtstraße. Ihnen liegt ein Entwurf des Architektenbüros Emil Deines und Georg Clormann zugrunde. Die Gebäude waren dem „Neuen Bauen“ im Sinne des Bauhauses verpflichtet, weisen expressionistische Gestaltungselemente auf, und wirken durch Flachdächer ausgesprochen kubisch.
Im Zweiten Weltkrieg wurden die Wohnanlagen bei der Bombardierung der nahe gelegenen Dunlop Reifenwerke und des Hanauer Hauptbahnhofs beschädigt, aber nicht vollständig zerstört und sofort wieder hergerichtet. Die noch bestehenden Baulücken entlang der Straße wurden bis in die 1960er Jahre mit weiteren Wohnblocks geschlossen. Zu dieser Zeit entstand hier auch die Anne-Frank-Grundschule.
Die historischen Siedlungsgebäude sind heute Kulturdenkmäler nach dem Hessischen Denkmalschutzgesetz und Bestandteil der Route der Industriekultur Rhein-Main. Bewohnt werden die Gebäude heute überwiegend von Migranten. In den Jahren von 2011 bis 2013 wurde durch die Wohnungsbaugesellschaft Deutsche Wohnen die Dunlop-Siedlung umfangreich saniert und modernen Wohnbedürfnissen angepasst und gleichzeitig auf eine originalgetreue und denkmalgerechte Durchführung geachtet.